# Cublic (アルバム)
Cublic（キューブリック）は音楽グループ、Cublicのアルバム。

## 内容
「Dear My Best Friend」「深呼吸」は小田急のコマーシャル・ソングとして起用された。

## 批評
CDジャーナルは「サウンド的には良くも悪くもドライな質感があって、印象に残りにくい。詞法もあまりに平均的だから、どこか1ヵ所に力を入れるとわかりやすくなると思う」と評した。

## 収録曲
全曲　編曲：神長弘一・前野知常・Cublic
1. Guilty & Penalty
作詞・作曲：酒井治
2. Oh My Goodness
作詞：Cublic　作曲：中澤有里子
3. くもりのち晴れ
作詞・作曲：酒井治
4. いつだってBROKEN HEARTは突然にやってくる (album mix)
作詞・作曲：中澤有里子
5. Dear My Best Friend
作詞・作曲：中澤有里子
6. 深呼吸
作詞・作曲：酒井治
7. Shakin' Takin' Please Get My Heart
作詞・作曲：Cublic
8. KEEPだったのに…
作詞・作曲：中澤有里子
9. IN THE RAIN
作詞：中澤有里子　作曲：酒井治
10. うまく言えないけれど
作詞：Cublic　作曲：酒井治
11. IT'S NEWS
作詞・作曲：酒井治
12. 君を背中から
作詞・作曲：酒井治
13. そばにいて (original version)
作詞：Cublic　作曲：酒井治
歌詞が異なるアルバムバージョン。

## 参加ミュージシャン
- 前野知常 - キーボード
- 相沢公生 - キーボード